# Cecilia Abena Dapaah
Cecilia Abena Dapaah ist eine führende Politikerin in Ghana. Sie war unter Präsident John Agyekum Kufuor Vizeministerin für öffentliche Arbeiten und Wohnungswesen unter Minister Hackman Owusu-Agyeman zwischen 2005 und dem 31. Juli 2007. Mit Wirkung zum 1. August 2007 wurde Dapaah zur Staatsministerin im Ministerium für öffentliche Arbeiten und Wohnungswesen unter Minister Saddique Boniface.
Dapaah ist Mitglied des ghanaischen Parlaments für den 
Wahlkreis Bantama im Kumasi Metropolitan District.